# Бадьяшур
Бадьяшу́р — река в Ярском районе Удмуртии, самый нижний левый приток верховьев Вятки на территории республики.
Длина реки составляет 13 км. Протекает среди тайги в сельском поселении Пудемское на Верхнекамской возвышенности. Исток в 6-6,5 км к северо-востоку от ж.-д. разъезда Перелом и от истока Вятки. В верховьях течёт на юг, затем меняет направление течения на юго-восточное и восточное. Течение проходит в 1-2,5 км от северной границы республики по лесным кварталам № 9, 8, 23-26, 42-48 Ярского лесничества. Впадает в Вятку по левому берегу в 1293 км от её устья. Населённых пунктов в бассейне реки нет. Высота истока — 260 м над уровнем моря. Высота устья — 209 м над уровнем моря.

## Данные водного реестра
По данным государственного водного реестра России относится к Камскому бассейновому округу, водохозяйственный участок реки — Вятка от истока до города Киров, без реки Чепца, речной подбассейн реки — Вятка. Речной бассейн реки — Кама.
Код водного объекта в государственном водном реестре — 10010300212111100029751.